# 진주중앙중학교
진주중앙중학교(晋州中央中學校)는 대한민국 경상남도 진주시 하대동에 있는 공립 중학교이다.

## 학교 연혁
- 1947년 9월 1일 : 진주사범학교 병설중학교 설립 인가(9학급)
- 1962년 3월 27일 : 경남실업고등학교 병설중학교로 교명 개칭
- 1963년 11월 3일 : 진주공업고등학교 병설중학교로 교명 개칭
- 1970년 10월 26일 : 진주중앙중학교로 교명 개칭
- 1978년 2월 28일 : 현 위치로 이전(진주시 모덕로 287)
- 2021년 9월 1일 : 제23대 정한규 교장 부임
- 2023년 2월 9일 : 제73회 졸업식(졸업생 수 181명, 누계 총 24,005명)
- 2023년 3월 2일 : 입학식(입학생 174명)

## 참고 자료
- 진주중앙중학교 - 한국교육학술정보원 학교알리미